# Rezolucija Vijeća sigurnosti UN-a 1371
Rezolucija Vijeća sigurnosti UN-a 1371, jednoglasno usvojena 26. rujna 2001., nakon ponovnog potvrđivanja rezolucija 1244 (1999.) i 1345 (2001.) o situaciji u bivšoj Jugoslaviji uključujući Makedoniju, Vijeće je pozvalo na punu provedbu svoje Rezolucije 1345 koja se odnosi na nasilje i terorističko djelovanje u Makedoniji i južnoj Srbiji.
Vijeće sigurnosti pozdravilo je korake koje je poduzela Vlada Makedonije za konsolidaciju multietničkog društva unutar svojih granica. Nadalje, također je podržalo Ohridski sporazum potpisan u glavnom gradu Makedonije Skoplju u kolovozu 2001. između četiri političke stranke i predsjednika Borisa Trajkovskog. Pozdravljeni su napori makedonske vlade, Europske unije, NATO-a i Organizacije za europsku sigurnost i suradnju (OESS) u sprječavanju eskalacije etničkih napetosti i upravljanju sigurnosnom situacijom u regiji.
Pozivajući na punu provedbu Rezolucije 1345, Vijeće je ponovno potvrdilo teritorijalni integritet i suverenitet Makedonije i drugih država u regiji. Odbacio je korištenje nasilja za daljnje političke ciljeve i istaknuo kako samo mirna politička rješenja mogu donijeti stabilnost i demokraciju Makedoniji. Pozvana je puna provedba Okvirnog sporazuma i pozdravljeni su međunarodni napori u tom cilju. Rezolucijom se također podupire uspostava multinacionalne sigurnosne prisutnosti u Makedoniji, koju je zatražila njezina vlada, kako bi se osigurala sigurnost promatračima. Postrojba je osnovana 2003.
Naposljetku, pozdravljeni su napori međunarodnih snaga na Kosovu (KFOR) i Privremene administrativne misije Ujedinjenih naroda na Kosovu (UNMIK) u provedbi Rezolucije 1244, posebice u pogledu ilegalne trgovine oružjem preko granica i zapljene oružja.

## Vanjske poveznice
| Wikizvor | Engleski Wikizvor ima izvorni tekst na temu: United Nations Security Council Resolution 1371 |

- Text of the Resolution at undocs.org